# Свободное Перу
Свободное Перу, официально Национальная политическая партия «Свободное Перу» (исп. Partido Político Nacional Perú Libre) — перуанская социалистическая партия, основанная в 2007 году как региональное политическая движение. Партия была официально учреждена как национальная организация в 2012 году под названием «Либертарное Перу» (Perú Libertario) и зарегистрирована как политическая партия в 2016 году. В 2019 году партия сменила название на нынешнее.

## История
Партия была основана в 2007 году бывшим губернатором Хунина Владимиром Серроном Рохасом. В настоящее время основатель партии отбывает 4 года и 8 месяцев тюремного заключения. Верховный суд Хунна вынес ему приговор 5 августа 2019 года. В связи с вынесенным приговором политик досрочно сдал свои полномочия. Тем не менее, формально он возглавляет партию «Свободное Перу». 11 января 2016 года Владимир Серрон Рохас баллотировался в президенты Перу от партии Либертарианское Перу, однако спустя 2 месяца он снял свою кандидатуру из-за слабой поддержки населения. На муниципальных выборах 2018 года от партии в муниципалитет Лимы был выдвинут бизнесмен, журналист и радиоведущий Рикардо Бельмонт, получивший впоследствии 3,89 % голосов.
На досрочных парламентских выборах 26 января 2020 года партия получила 3,4 % голосов избирателей, но не получила ни одного места в Конгрессе Республики, так как не достигла избирательного порога. За несколько месяцев до этих выборов партия вела переговоры с коалицией «Вместе за Перу» и партией «Новое Перу», однако переговоры были безуспешными и партии баллотировались на выборы по отдельности. Ни одна из этих партий не получила ни одного места в парламенте. На президентских выборах 2021 года кандидат от партии Свободное Перу Педро Кастильо неожиданно возглавил первый тур. После своей победы в первом и втором турах Кастильо заявил о необходимости диалога с другими политическими партиями.

## Выборы
| Год  | Кандидат              | Количество голосов                                 | % голосов                                      |
| ---- | --------------------- | -------------------------------------------------- | ---------------------------------------------- |
| 2016 | Владимир Серрон Рохас | Снял свою кандидатуру                              | Снял свою кандидатуру                          |
| 2021 | Педро Кастильо        | В первом туре: 2 674 060 Во втором туре: 8 835 579 | В первом туре: 19,09 % Во втором туре: 50,12 % |